# Fareja

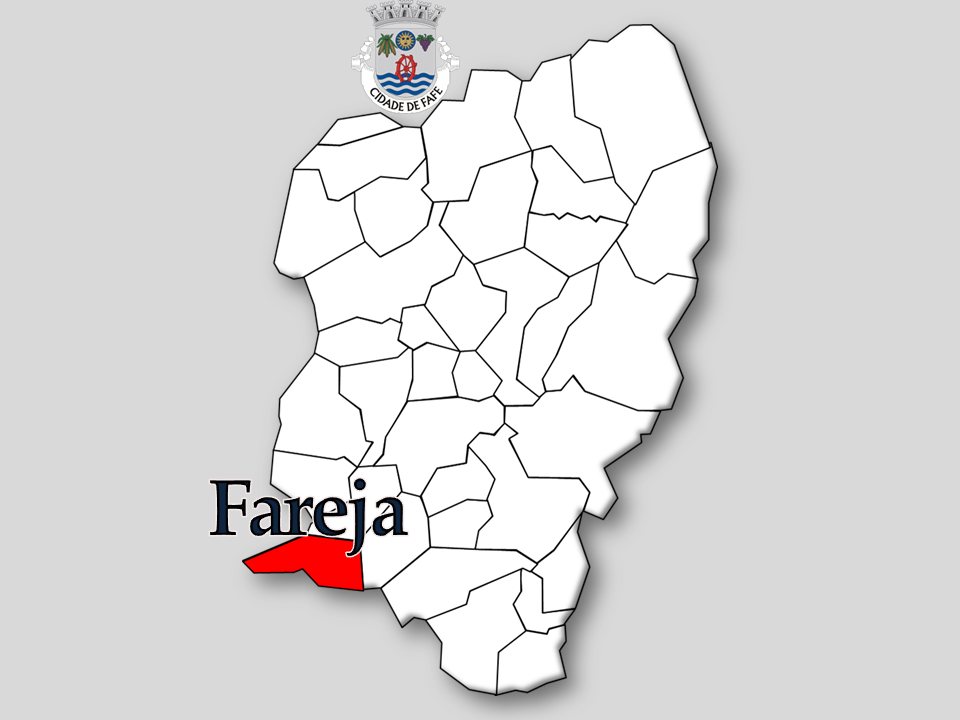
Localização da Freguesia de Fareja no Município de Fafe

Fareja é uma localidade portuguesa do Município de Fafe que foi sede da extinta Freguesia de Fareja, freguesia que tinha 3,22 km² de área e 855 habitantes (2011), e, por isso, uma densidade populacional de 265,5 hab./km².
A Freguesia de Fareja foi extinta em 2013, no âmbito de uma reforma administrativa nacional, para, em conjunto com a Freguesia de Cepães, formar uma nova freguesia denominada União de Freguesias de Cepães e Fareja com sede na Rua do Professor Cândido Mota, em Cepães.

## População
| População da freguesia de Fareja (1864 – 2011) | População da freguesia de Fareja (1864 – 2011) | População da freguesia de Fareja (1864 – 2011) | População da freguesia de Fareja (1864 – 2011) | População da freguesia de Fareja (1864 – 2011) | População da freguesia de Fareja (1864 – 2011) | População da freguesia de Fareja (1864 – 2011) | População da freguesia de Fareja (1864 – 2011) | População da freguesia de Fareja (1864 – 2011) | População da freguesia de Fareja (1864 – 2011) | População da freguesia de Fareja (1864 – 2011) | População da freguesia de Fareja (1864 – 2011) | População da freguesia de Fareja (1864 – 2011) | População da freguesia de Fareja (1864 – 2011) | População da freguesia de Fareja (1864 – 2011) |
| ---------------------------------------------- | ---------------------------------------------- | ---------------------------------------------- | ---------------------------------------------- | ---------------------------------------------- | ---------------------------------------------- | ---------------------------------------------- | ---------------------------------------------- | ---------------------------------------------- | ---------------------------------------------- | ---------------------------------------------- | ---------------------------------------------- | ---------------------------------------------- | ---------------------------------------------- | ---------------------------------------------- |
| 1864                                           | 1878                                           | 1890                                           | 1900                                           | 1911                                           | 1920                                           | 1930                                           | 1940                                           | 1950                                           | 1960                                           | 1970                                           | 1981                                           | 1991                                           | 2001                                           | 2011                                           |
| 376                                            | 438                                            | 355                                            | 419                                            | 457                                            | 424                                            | 483                                            | 521                                            | 590                                            | 604                                            | 510                                            | 542                                            | 710                                            | 877                                            | 855                                            |

## Património
- Antigo Convento da Cruz (igreja e cerca)